# Association française des sclérosés en plaques
 (décembre 2017).
Si vous disposez d'ouvrages ou d'articles de référence ou si vous connaissez des sites web de qualité traitant du thème abordé ici, merci de compléter l'article en donnant les références utiles à sa vérifiabilité et en les liant à la section « Notes et références ».
L’Association française des sclérosés en plaques (AFSEP), créée en 1962, fédère des personnes atteintes de sclérose en plaques, leurs proches et tous sympathisants sensibles à la cause qu’elle défend.
Son action se compose de deux axes stratégiques complémentaires : les services aux adhérents, la politique associative dans des engagements sociétaux permanents.
Partenaire auprès des réseaux et des acteurs concernés par la sclérose en plaques, l’AFSEP est le plus ancien et l’un des principaux représentants nationaux dans le domaine de la prise en charge des personnes concernées par la maladie.

## Historique
La première association française des sclérosés en plaques, est créée en 1949, par Pierre Hanzel, à Toulouse, et sera dissoute à son décès. En 1962, l'association est reconstituée par Louis Donat sous le nom d'« Association Toulousaine des sclérosés en plaques » et une revue est lancée à destination des adhérents qui deviendra plus tard, le magazine Facteur Santé. L'année suivante, en 1963, l’Assemblée générale délibère et l'Association devient nationale et prend le nom de « Nouvelle Association Française des Sclérosés En Plaques » (NAFSEP). En 1967, l'Association est reconnue d'utilité publique. En 1972 et 1974, deux Maisons d'Accueil Spécialisées (MAS) ouvrent respectivement à Pierre Hanzel à Rieux-Volvestre (31) et à Louis Donat à Sana (31). La gestion des deux MAS est confiée à une association locale l'AGESEP31 en 1975. Un Foyer d'Accueil Médicalisé (FAM) ouvre à Le Haut de Versac à Saint-Lupicin (39) en 1991 et un autre à Geneviève Champsaur à Riom-es-Montagnes (15) en 1998. En 2003 une nouvelle Maison d'Accueil Spécialisée ouvre à Monique Mèze à Courcouronnes (91). En 2009, la NAFSEP devient l'AFSEP, l'Association Française des Sclérosés En Plaques

## Actions
Au delà de l'écoute et du soutien direct à ses adhérents, il s'agit de la mise en place d'actions de représentations et de défenses de leurs intérêts, tant auprès des pouvoirs publics que des organismes privés, la mise en place d'actions d’information et de formation concernant la maladie et ses conséquences, le financement de la recherche médicale et la création ou l’aide à la création de structures, services et établissements.

### Concertées
Dans ses démarches de défense des valeurs et de qualité de vie ainsi que ses revendications, l’AFSEP s’associe souvent à d’autres associations similaires. De même qu’elle porte avec d’autres des projets novateurs comme la création de séjours de répit pour les personnes malades et/ou leurs aidants, condition indispensable à toute politique de maintien à domicile. Dans cet esprit, elle a mis en place un organisme de formation qui intervient auprès des personnels des établissements et des services de maintien à domicile, toujours dans le même souci de favoriser un accompagnement de qualité, adapté, harmonisé et pertinent.

## Le réseau
Le conseil d'administration de l'association, qui se compose de 16 membres, s'appuie sur une direction générale et des services spécialisés afin de mener ces actions. L'AFSEP compte plus d'une centaine de délégués répartis sur le territoire français pour relayer l'information sur la sclérose en plaques et organiser des manifestations locales.

## Financement
Le financement des actions de l'AFSEP se fait par plusieurs moyens : l'adhésion, les dons, les legs, les subventions et le mécénat.